# Stenus ellipticus
Stenus ellipticus är en skalbaggsart som beskrevs av Thomas Casey. Stenus ellipticus ingår i släktet Stenus och familjen kortvingar. Inga underarter finns listade i Catalogue of Life.